# Кобло (Польща)
Кобло (пол. Kobło) — село в Польщі, у гміні Грубешів Грубешівського повіту Люблінського воєводства. Населення — 284 особи (2011). Розташоване на Закерзонні (в історичній Холмщині).

## Історія

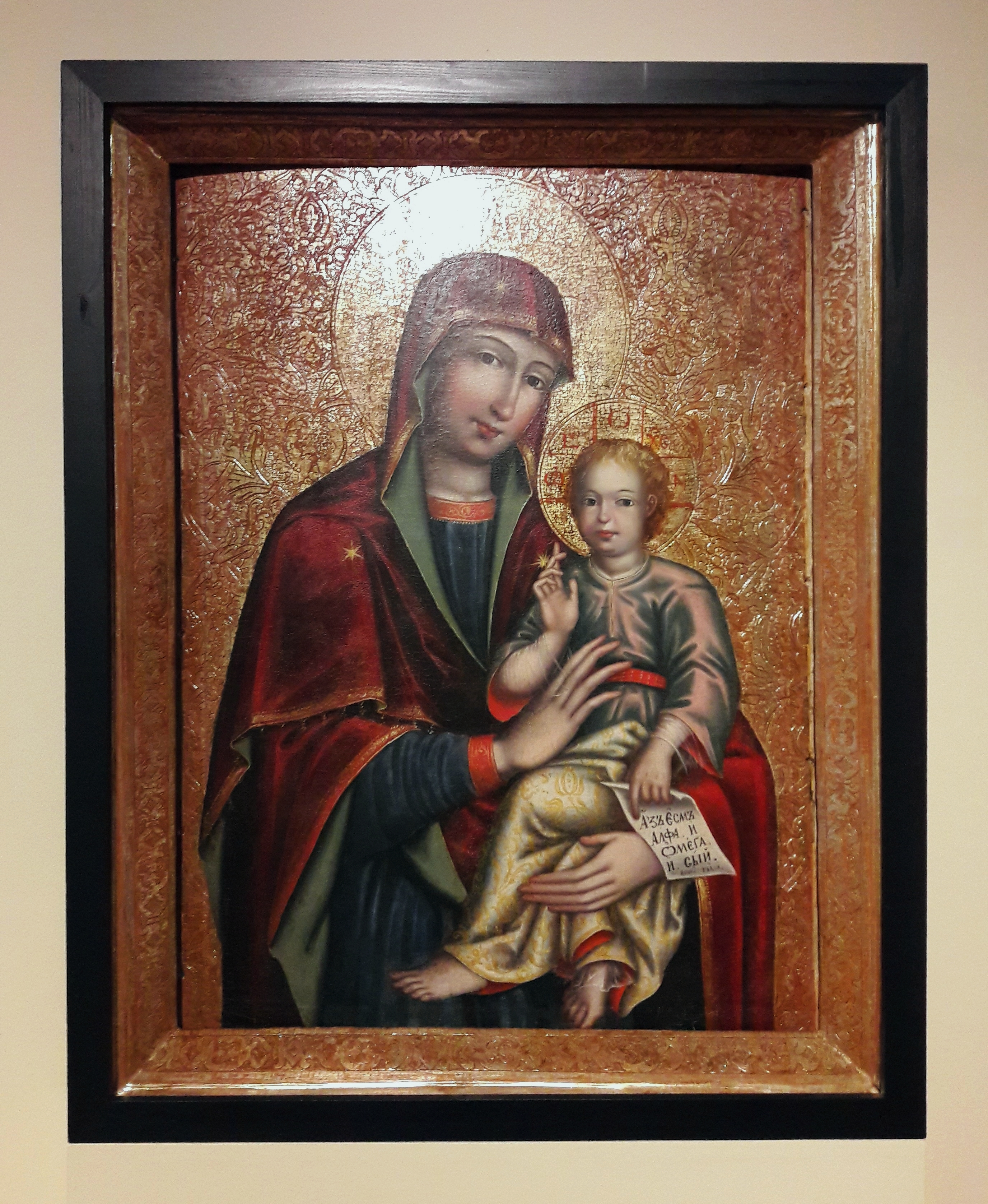
Ікона Божої Матері Одигітрії зі зруйнованої церкви 1938 р., с. Кобло, Грубешівський повіт, Холмщина.

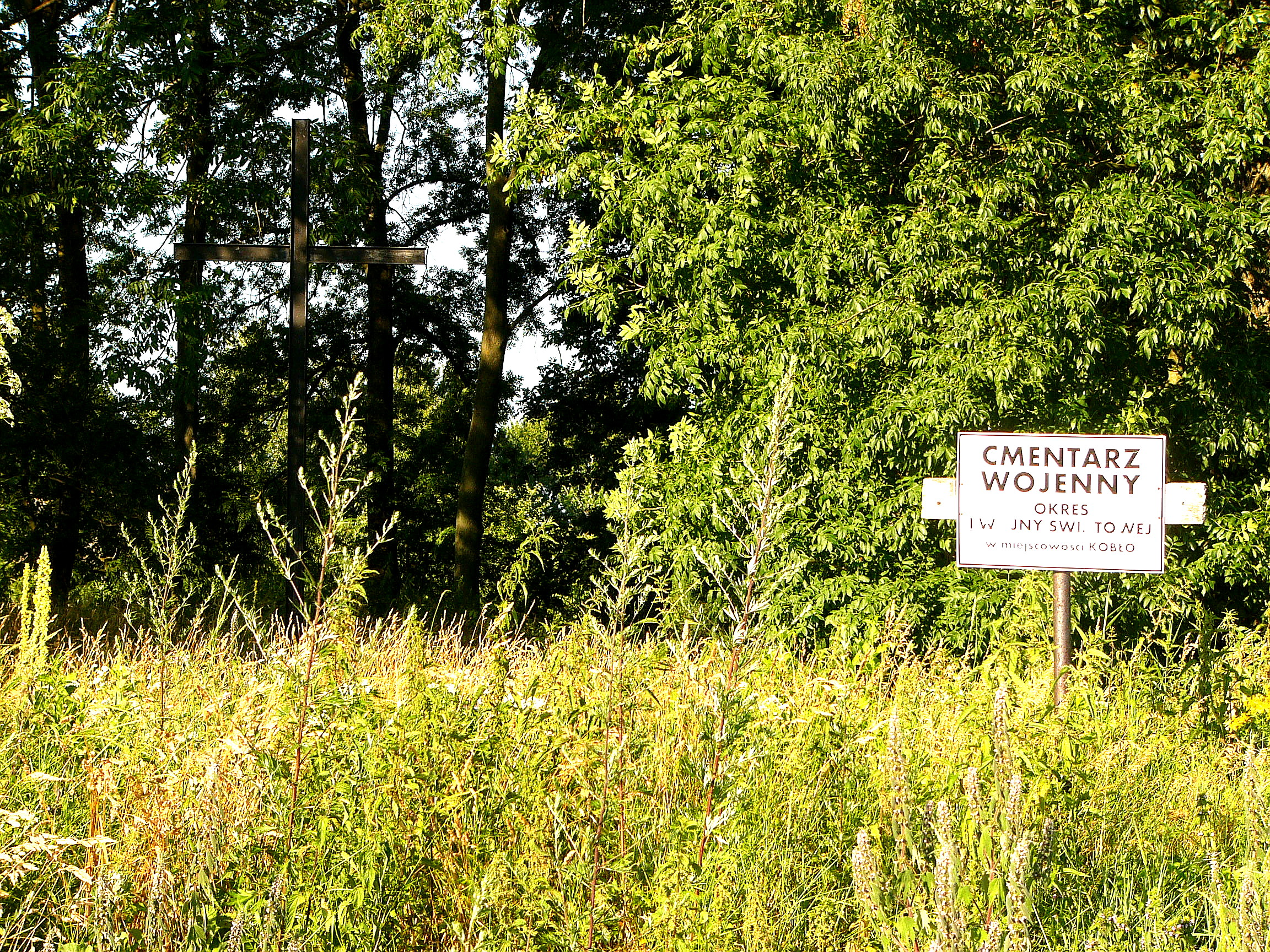
Військовий цвинтра з часу Першої світової війни в Кобло, Грубешівський повіт, Холмщина.

У липні-серпні 1938 року польська влада в рамках великої акції руйнування українських храмів на Холмщині і Підляшші знищила місцеву православну церкву.
У 1944—1946 роках у селі діяла українська школа.
Під час проведення операції «Вісла» в період 20-25.06.1947 року з Кобло було вивезено на «землі відзискані» (Вармінсько-Мазурське воєводство, Західнопоморське воєводство) 3 українців, залишилося 500 людей польської національності.
У 1975—1998 роках село належало до Замойського воєводства.

## Демографія
Демографічна структура станом на 31 березня 2011 року:
|          | Загалом | Допрацездатний вік | Працездатний вік | Постпрацездатний вік |
| -------- | ------- | ------------------ | ---------------- | -------------------- |
| Чоловіки | 144     | 46                 | 88               | 10                   |
| Жінки    | 140     | 30                 | 75               | 35                   |
| Разом    | 284     | 76                 | 163              | 45                   |